# Електрокапілярні явища
Електрокапілярні явища — явища, що виникають при існуванні різниці електричних напруг між дотичними тілами і пов'язані із залежністю від потенціалу електрода поверхневого натягу на межі електрода і електроліту. Залежність коефіцієнта тертя електрода, змочуваності і твердості від його потенціалу також належить до електрокапілярних явищ.
Причина виникнення електрокапілярних явищ — існування іонів на поверхні металу, які утворюють поверхневий заряд і забезпечують створення подвійного електричного шару при відсутності зовнішньої електрорушійної сили. Через те, що однаково заряджені іони вздовж поверхні розділу фаз взаємно відштовхуються, стягуючі молекулярні сили виявляються скомпенсовані, що призводить до нижчого, ніж на незарядженій поверхні, поверхневому натягу. Якщо ж ззовні підвести заряди з протилежним знаком, то поверхневий натяг почне підвищуватися і досягне максимуму при досягненні повної компенсації електростатичними силами стягаюючих, а потім, якщо підведення зарядів ззовні продовжити, почнеться процес зменшення натягу через появу і зростання нового поверхневого заряду.
Специфічна адсорбція цих іонів, особливо у випадку з поверхнево-активними речовинами, сильно пов'язана з електрокапілярними явищами, тому з її допомогою можна визначати їх поверхневу активність: таким чином, наприклад, можна визначити адсорбційну здатність ряду розплавлених металів, таких як алюміній, цинк, галій і кадмій.